# Neva Surrenda
Neva Surrenda è il terzo album degli Outlawz.

## Tracce
1. Intro
2. Gatz Up
3. What Side U On? (feat. Hot Boyz)
4. Move Somethin (feat. Willie D.)
5. Everything Is Alright
6. Playtime
7. Stick 2 da Plan (feat. Big Syke)
8. Not Real
9. Us
10. Black Diamond
11. Why?
12. Pleasures of Sin
13. Desperation
14. Blessings
15. Lost and Turned Out
16. Outro